# Aduthurai
Aduthurai alias Maruthuvakudi é uma panchayat (vila) no distrito de Thanjavur , no estado indiano de Tamil Nadu.

## Demografia
Segundo o censo de 2001,  Aduthurai alias Maruthuvakudi  tinha uma população de 11,455 habitantes. Os indivíduos do sexo masculino constituem 50% da população e os do sexo feminino 50%. Aduthurai alias Maruthuvakudi tem uma taxa de literacia de 76%, superior à média nacional de 59.5%; com 54% para o sexo masculino e 46% para o sexo feminino. 10% da população está abaixo dos 6 anos de idade.